# 龙溪村 (广丰县)
28°28′28″N 118°27′30″E / 28.47444°N 118.45833°E
龙溪村位于中国江西省上饶市广丰县东阳乡东部，毗邻浙江省江山市。当地居民以祝姓为主，通用江山话。2010年5月曾在此举行首届华夏祝氏省亲大会。
龙溪村古建筑群主要有祝氏宗祠、文昌阁、江浙社、观音阁（水仙阁）等，于1983年5月被列为广丰县文物保护单位，2006年被列为江西省文物保护单位。祝氏宗祠建造技艺已于2008年被列为江西省级非物质文化遗产名录。
祝氏宗祠始建于明成化年间，分前厅、中堂、后厅三进，雕画精美，是目前保存最完整、规模最大、管理最正规的祝氏宗祠之一。
文昌阁始建于明朝，清同治五年（1866年）重建，为三级两庑式建筑，三重檐歇山顶，高12.3米，占地475平方米，砖木结构，飞檐斗角，雕刻、壁画精美。
- 祝氏宗祠
- 文昌阁
- 观音阁